# Erster Heiliger Krieg
Der Erste Heilige Krieg gehört zu den Kriegen in der Geschichte des antiken Griechenland, die im Interesse von Delphi von einem großen Teil der amphiktyonischen Staaten gegen solche Gruppen geführt wurde, die in irgendeiner Weise die Interessen des Staates oder des Heiligtums von Delphi verletzt hatten. Er wurde von der Amphiktyonie, Athen und Sikyon gegen die phokische Stadt Krisa geführt und endete um 590 v. Chr. mit deren Zerstörung.

## Ursachen
Da der Erste Heilige Krieg, der entweder sechs oder sogar zehn Jahre lang gedauert haben soll, der im 7. Jahrhundert v. Chr. blühenden Stadt Krisa galt, wird er auch Krisaiischer Krieg genannt. Die Krisaier (Einwohner Krisas) beherrschten wichtige Verkehrsrouten, die vom Meer über Amphissa nach Norden und über Delphi nach Osten verliefen. So konnten sie auch Delphi von sich abhängig machen. Sie forderten von den Pilgern auf dem Weg nach Delphi einen Wegzoll ein. Diese Kontrolle des Heiligtums durch Krisa missfiel Athen und Sikyon sehr. Sie verbündeten sich in dieser Angelegenheit mit den Thessalern, die damals die Amphiktyonie leiteten. In der Folge erklärten die Amphiktyonen Krisa den Krieg. Den Antrag dazu stellte der athenische Staatsmann Solon. Als Vorwand für die Kriegserklärung dienten eventuell die erhobenen Wegzölle oder die Beschuldigung, dass sich die Krisaier an den Tempelschätzen vergriffen hätten.

## Verlauf
Die Thessaler unter ihrem Kommandanten Eurylochos hatten die Führung des Krieges inne. Alkmaion, der aus dem Adelsgeschlecht der Alkmaioniden stammte, führte das Kontingent der Athener an, die sich ebenfalls am Krieg beteiligten. Auch der Tyrann Kleisthenes von Sikyon nahm an der militärischen Auseinandersetzung teil. Ihm fiel die Aufgabe zu, mit seiner Flotte den Krisaiern die Zufuhren von der Seeseite her zu blockieren. Eurylochos schlug die Krisaier und verwüstete die in ihrem Territorium gelegenen Dörfer. Auch der Hafen Kirrha wurde eingenommen. Es bedurfte aber einer längeren Belagerung, bis Krisa selbst um 590 v. Chr. von der aus der Amphiktyonie, Athen und Sikyon gebildeten Militärkoalition erstürmt wurde. Antike Autoren überliefern hierzu sagenhafte Details. Als Strategem zur Eroberung der Stadt sollen die Belagerer etwa die Wasserversorgungswege durch Zusatz von Nieswurz vergiftet und so die Krisaier, die durch das Trinken dieses Wassers Durchfall bekamen, kampfunfähig gemacht haben. Einer größeren Anzahl von Einwohnern Krisas war es vor der Einnahme ihrer Stadt gelungen, auf die Anhöhen des nahegelegenen Gebirges Kirphis zu entkommen. Dort sollen sie noch sechs Jahre Widerstand geleistet haben.

## Folgen
Krisa wurde nach seiner Erstürmung zerstört, seine Bewohner als Frevler am delphischen Tempel vernichtet, das Territorium der Stadt als dem Apollon heiliges Land deklariert und seine künftige agrarische Nutzung für immer durch Flüche verboten. Auch der Hafen Kirrha wurde angeblich verflucht. Rasch wurde der Ort aber neu gegründet und entwickelte sich zum Hafen Delphis. Zur Erinnerung an den Krieg wurden die Pythischen Spiele gestiftet.